# قانون الجمعيات
كان قانون الجمعيات قانونًا في العراق، يُنظّم الأحزاب السياسية قانونيًا. صدر القانون في الأول من يناير/كانون الثاني عام 1960. قبل إقرار هذا القانون، كانت الأحزاب السياسية محظورة منذ عام 1954. دخل القانون حيز النفاذ في السادس من يناير/كانون الثاني عام 1960(عيد الجيش).
بموجب هذا القانون، يجب أن يضم أي حزب يتقدم بطلب للحصول على وضع قانوني لدى وزارة الداخلية عشرة أعضاء على الأقل (جميعهم مواطنون عراقيون) وخمسين مؤيدًا على الأقل. ونصت المادة الرابعة من القانون على أنه لا يجوز للجمعية المسجلة بموجب هذا القانون أن يكون لها أهداف تتعارض مع استقلال العراق ووحدته الوطنية أو الطابع الجمهوري والديمقراطي للدولة. في 11 فبراير 1960 تقدم الحزب الجمهوري بطلب الاعتراف وفي 29 يونيو 1960 قدم الحزب الوطني التقدمي طلبه. الأحزاب التي مُنحت الاعتراف هي الحزب الشيوعي للصايغ والحزب الوطني الديمقراطي والحزب الديمقراطي لكردستان العراق (جميعها في 10 فبراير 1960) والحزب الإسلامي (26 أبريل 1960) والحزب الوطني التقدمي (29 يوليو 1960).
في 9 يناير 1960، تقدمت أربعة أحزاب سياسية بطلب التسجيل بموجب القانون الجديد؛ الحزب الوطني الديمقراطي، والحزب الديمقراطي لكردستان العراق، والحزب الشيوعي العراقي الرئيسي (أي جماعة اتحاد الشعب) والحزب الشيوعي العراقي المنشق عن داود الصايغ. في 2 فبراير 1960 تقدم حزبان آخران بطلب الاعتراف، وهما الحزب الإسلامي وحزب التحرير. وظل الشيوعيون الرئيسيون وحزب التحرير والحزب الجمهوري كيانات غير قانونية. حاول الحزب الشيوعي السائد تسجيل نفسه للمرة الثانية في 15 فبراير 1960، تحت اسم "حزب الوحدة الشعبية"، لكن رُفض مرة أخرى في 22 فبراير 1960.